# Robidni Breg
Robidni Breg – wieś w Słowenii, w gminie Kanal ob Soči. W 2018 roku liczyła 34 mieszkańców.